# Jukkasjärvi
Jukkasjärvi – lapońska wioska w gminie Kiruna w północnej Szwecji, leżąca 200 km od kręgu polarnego nad rzeką Torne.

## Atrakcje turystyczne

### Kościół
Znajduje się tu kilkadziesiąt drewnianych domów oraz najstarszy w szwedzkiej części Laponii drewniany kościół z 1608 roku. Jest on ozdobiony wewnątrz współczesnymi malowidłami, one natomiast są oparte na motywach lapońskich. Pod ziemią znajdują się ciała dawnych mieszkańców, zmumifikowane, aczkolwiek doskonale zachowane. Organy kościelne stworzone są z brzozowego drewna i rogów renifera.

### Hembygsgården
Jest to skansen, w którym znajduje się kilka drewnianych domów i budynków gospodarczych. Odpłatnie można skorzystać z takich usług jak przejażdżka śnieżnym skuterem czy zaprzęgiem.